# Convento de Nuestra Señora de los Ángeles (Alberique)
El antiguo convento de Nuestra Señora de los Ángeles es un edificio conventual situado en la plaza del Maestro Albuixech, en el municipio de Alberique (Valencia) España. Es Bien de Relevancia Local con identificador número 46.20.011-006.

## Historia
En 1869 se fundó en la parroquia de San Lorenzo de Alberique un convento de religiosos menores capuchinos de la Orden de San Francisco. Para darles albergue se edificó en 1701 el convento, que habitaron hasta la desamortización de 1835.
La fundación del convento requirió de una dispensa del rey España, ya que entre Alberique y el convento de La Alcudia no había la distancia mínima requerida entre conventos. La fundación contó con el apoyo de la población, pero la mayoría de los clérigos locales se opusieron.
Por lo recogido en los libros de cuentas conventuales, se sabe que la comunidad no fue numerosa, estando compuesta por lo general por cinco o seis frailes. Sin embargo debió de ejercer cierta influencia sobre la juventud local, ya que figuran entre los miembros hijos de Alberique, distinguibles en los libros por posponer a sus nombres d'Alberic o de Alberique.
El convento de Alberique era pobre, incluso para los estándares de sobriedad propios de los franciscanos. Así se reflejaba en la relación del mobiliario de 24 de noviembre de 1851, efectuada con motivo del cambio de ecónomo de la parroquia de San Lorenzo, a la que habían ido a parar los bienes conventuales.
El convento fue suprimido el 25 de agosto de 1835, por la aplicación del decreto de 25 de julio que se suprimía todos los conventos de menos de doce frailes. Una vez desamortizado el edificio y exclaustrados los capuchinos, el edificio iba a destinarse a prisión del partido judicial de Alberique, siguiendo las instrucciones de una real orden que afectaba a muchos conventos de la provincia. Sin embargo el ayuntamiento inició un expediente que finalmente llevó a una nueva real orden que adjudicaba la propiedad al consistorio alberiquense para establecer en ella las escuelas de educación primaria.
Un informe de 1871 enviado por el alcalde del municipio a la Administración Económica de la Provincia de Valencia, hace constar que el edificio se destinaba entonces a escuela primaria, academia de música, depósito municipal de presos, cuartel de la Guardia Civil y teatro-casino.
A inicios del siglo XXI solo se conserva la iglesia, la cual no se utiliza ya para el culto y está en proceso de adaptación como espacio cultural.